# Paul Devaux

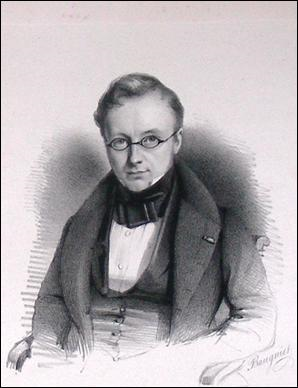
Paul Devaux

Paul Louis Isidore Devaux, född 10 april 1801, död 30 januari 1880, var en belgisk politiker.
Devaux var radikal i sin politiska åskådning, och tillsammans med Charles Rogier och Joseph Lebeau en av grundarna till det doktrinära partiet. I sin tidning Précurseur arbetade han för alliansen mellan de doktrinära och de klerikala, varigenom Belgiens befrielse från Nederländerna 1830 möjliggjordes. Han deltog efter denna i utarbetandet av den nya författningen och förde 1831 underhandlingarna med prins Leopold om övertagandet av den belgiska kronan. 1863 föll Devaux igenom vid valen och deltog därefter inte i det politiska livet.